# Hogwarts Legacy
A Hogwarts Legacy egy 2023-as akció-szerepjáték, amelyet az Avalanche Software fejlesztett és a Warner Bros. Games adott ki PlayStation 4, PlayStation 5, Xbox One, Xbox Series X/S és Nintendo Switch konzolokra, valamint Windowsra. A játék a Wizarding World franchise része, és egy évszázaddal a Harry Potter-regények előtt játszódik.

## Játékmenet

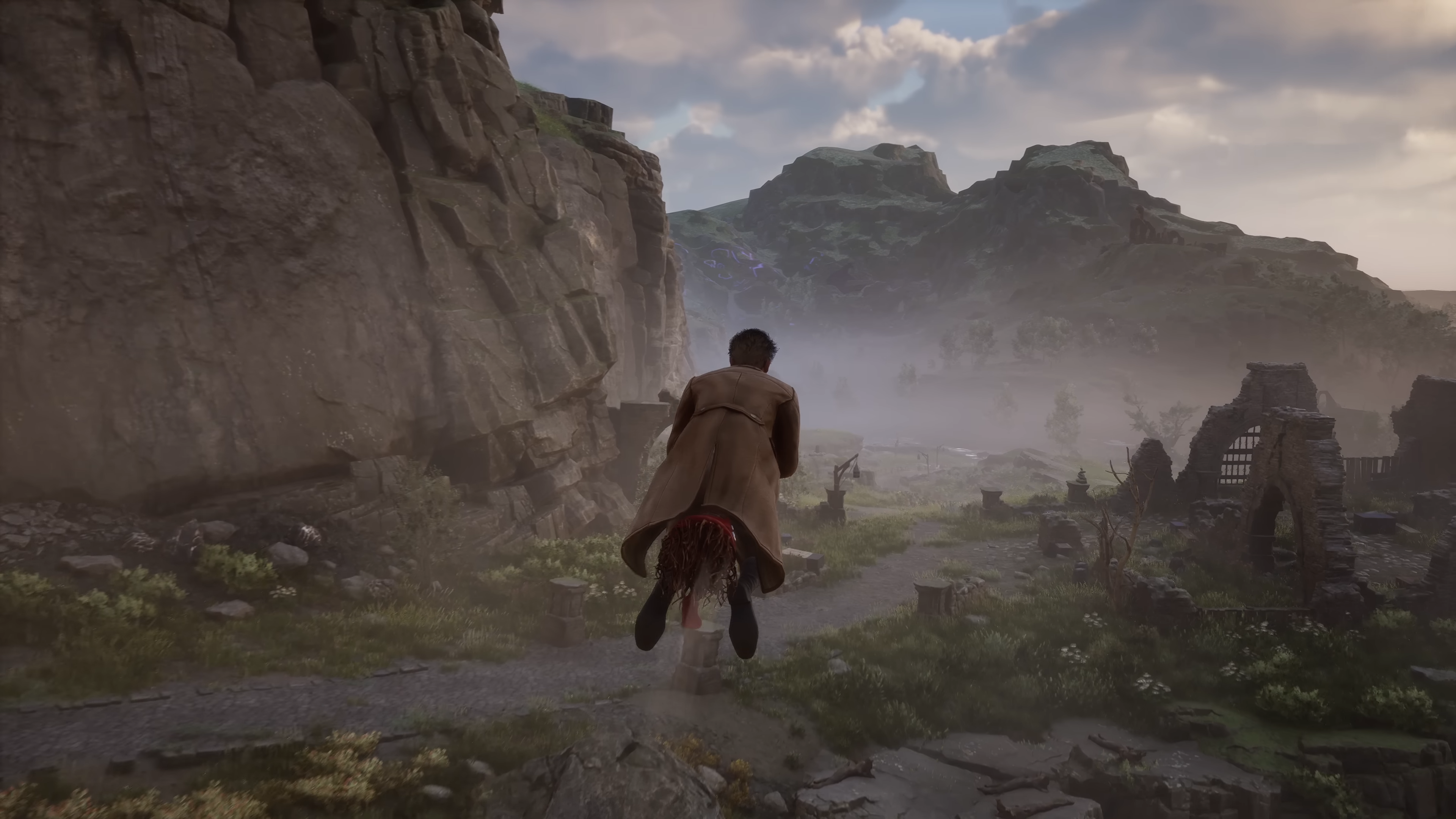
A játékos a seprűn

A Hogwarts Legacy egy akció-szerepjáték. A történet a Roxfort Boszorkány- és Varázslóképző Iskolában és annak környező területein játszódik, és a Wizarding World franchise inspirálta. A karakter létrehozásakor a játékosok több jellemzőt is testre szabhatnak, például a kinézetet, az arcbőrt, a hang jellemzőit, valamint azt, hogy boszorkány- vagy varázslókollégiumban szeretnének lakni. Emellett ki kell választaniuk a négy roxforti ház egyikét is. Az órákon való részvétel és azok teljesítése alapvető a történet szempontjából, mivel ezek révén bizonyos játékmenetbeli mechanikák válnak elérhetővé, például a seprűn való repülés lehetősége. Ahogy a játékosok haladnak előre, karakterük megtanul varázsigéket elsajátítani, bájitalokat főzni és harci képességeket fejleszteni, végül kialakítva saját egyedi harci stílusát. A játékbeli kihívások teljesítésével a játékos karaktere tapasztalati pontokat szerezhet, amelyek szintlépést tesznek lehetővé. Ezáltal a játékos különböző varázslatokhoz, tehetségekhez és képességekhez férhet hozzá, illetve fejlesztheti azokat. A kihívások harc, küldetések és felfedezés formájában jelennek meg. A játékos karaktere barátságokat alakíthat ki NPC-kkel. Ahogy ezek a kapcsolatok mélyülnek, az iskolatársak társakká válhatnak, akik elkísérik a játékost az útján, kibővítik képességeit, és egyedi társ-küldetéseket kínálnak, miközben a játékos megismeri történeteiket. A Roxfort négy háza –Griffendél, Hugrabug, Hollóhát és Mardekár– egyedi klubhelyiséggel rendelkezik, amelyek kizárólag az adott ház tanulói számára elérhetők. A játékos csak annak a háznak a klubhelyiségébe léphet be, amelyet a Teszlek Süveg számára kijelölt. A házválasztással együtt a játékos különböző, kizárólagos küldetéseket is kap, amelyek háztól függően eltérnek. Bár a négy roxforti ház pontjai szerepet játszanak a történetben, a játékos cselekedetei nem befolyásolják őket. A Roxfort kastélyban szerzett élmények mellett a játékos felfedezheti a kapcsolódó területeket is, például a varázslófalu Roxmortsot, a Tiltott Rengeteget vagy a Szükség Szobáját. Roxmorts számos boltot és létesítményt kínál, például a cukrászdát, a Honeydukes-t és a Hog's Head kocsmát. A Szükség Szobája környezeti testreszabási lehetőségeket kínál; a játékosok többféle tárgyat helyezhetnek el benne, miközben haladnak előre a játékban. A szoba teljesen személyre szabható, és az építészete is módosítható. A szobát olyan hasznos eszközök, mint a főzőállomások és a virágcserép edények elhelyezésére használják, amelyek szintén testreszabhatók. Néhány varázslatos lény egy választott "Viváriumban" tartható, egy külön helyen, ahol a játékos gondoskodik róluk. A játékosok különböző varázslatos lényeket vadászhatnak le, gondozhatnak és lovagolhatnak, például hippogriffeket és thesztrálokat. Egyéb interakcióra képes varázslatos lények közé tartoznak a unikornisok, kneazlák és puffskeinek. A növények, amelyeket a játékosok ültetnek és szereznek, harcban is felhasználhatók, például a Mérges csápfüvek vagy a mandragórák, amelyek képesek elkábítani az ellenfelet. A játékosok szabadon felfedezhetik a térképet. A különböző területek különböző tevékenységeket és ellenségeket kínálnak, és bizonyos aspektusok csak a fő történet előrehaladásával válnak elérhetővé. A felfedezés során a játékosok lehetőséget kapnak felszerelések megszerzésére, ha kincsesládákat keresnek. A Revelio varázslat segíti a játékosokat a felfedezésben, mivel egyfajta szkennelő eszközként működik, amely segít titkokat felfedezni. A térképen való közlekedéshez a játékosok több lehetőség közül választhatnak. Használhatják a Hopp Por Hálózatot (Floo Portált)  a gyors utazáshoz, vagy repülhetnek a térképen seprűn, miután részt vettek a repülési órákon. A játék előrehaladtával a kastély belső és külső része vizuálisan változik, hogy tükrözze az évszakokat.

## Cselekmény
|  | Alább a cselekmény részletei következnek! |

A főszereplő egy levelet kap Weasley professzortól, amely megerősíti, hogy őt ötödéves diákként felvették a Roxfort Boszorkány- és Varázslóképző Iskolába, és Fig professzort rendelik mellé mentorának. Fig elkíséri a főszereplőt Londonból Roxfortba egy repülő kocsin. Miközben egy ismeretlen ereklyét vizsgálnak, egy sárkány támad rájuk, ami arra készteti őket, hogy egy ereklyében elrejtett Zsupszkulcsot (Portkey) használjanak, amely elteleportálja őket a Gringottsba. A zsupszkulcs segítségével egy régi páncélterembe jutnak, ahol a főszereplő felfedezi, hogy képes látni az ősi mágia nyomait. A kettőt egy ellenséges goblin (kobold) , Ranrok támadja meg, de végül sikerül elmenekülniük Roxfortba, ahol a főszereplőt beosztják az egyik házba a négy közül. A főszereplő különböző varázslatokat tanul az órák során, és elmegy egy kirándulásra Roxmorts faluba (Hogsmeadbe) egy társával, ahol egy Ranrok által küldött troll támadja meg őket, de végül legyőzik. A főszereplő titokban beoson a könyvtárba, és talál egy könyvet, amelynek hiányzó lapjait keresi. Miközben Fig professzor tanulmányozza a könyvet, a főszereplő megtalálja a hiányzó oldalakat, és felfedez egy titkos helyiséget Roxfort alatt, amelyet Térképteremnek neveznek. Ide később többször is ellátogatnak Fig-gel, és beszélgetnek négy elhunyt Roxforti professzor portréjaival, akik "Őrzőknek" nevezik magukat. Az őrzők célja, hogy megvédjék az ősi mágia titkait a varázsvilágtól. Ahhoz, hogy felfedje az ősi mágia titkait, a főszereplő négy próbát kell teljesítsen, amelyeket az Őrzők hagytak hátra. A próbák bonyolult rejtvényeket és veszélyes feladatokat tartalmaznak, amelyekhez a főszereplő által megszerzett képességekre van szükség, és mindegyik egy Merengőhöz (Pensieve) vezet, egy mágikus eszközhöz, amely emlékek tárolására és áttekintésére szolgál. Az emlékekből a főszereplő megtudja, hogy Isidora Morganach, egy Roxforti diák, aki hasonló képességekkel rendelkezett, mint a főszereplő, ellentétben állt az Őrzőkkel, és hátrahagyott egy rejtett ősi mágiát tartalmazó helyiséget, miután azt használta, hogy negatív érzelmeket vonjon ki, különösen szenvedő édesapjától. Az Őrzők rájöttek, hogy Isidora a kivont érzelmeket belélegezte, hogy növelje saját erejét, és nem tudták lebeszélni őt, ezért egyikük kénytelen volt megölni őt a Halálos Átokkal. Kalandjaik során a főszereplő azt is megtudja, hogy Ranrok, egy folytatódó goblin lázadás vezetője a varázslók ellen, megpróbálja megtalálni a helyiséget, és saját céljaira kihasználni azt. Ennek érdekében együttműködik egy sötét varázslókból álló csoporttal, amelyet Victor Rookwood vezet, aki az egyik Őrző leszármazottja. Miután a főszereplő befejezi az összes próbát, egy utolsó feladatot kap az Őrzőktől: létrehozni egy különleges varázspálcát a Pensievekben talált artefaktumokból. Professzor Fig a főszereplőt Gerbold Ollivanderhez küldi, a pálcakészítőhöz, hogy megalkossa a különleges pálcát. Amikor a főszereplő elhagyja Ollivander üzletét, Victor lesben állva támadja meg, és szövetséget ajánl a goblinok ellen. A főszereplő visszautasítja, ami egy harcot eredményez, amelyben a főszereplő sikeresen legyőzi őt. Röviddel ezután a főszereplő és Professzor Fig megtalálják Isidora helyiségét érintetlenül, és a főszereplő dönthet arról, hogy elzárja a mágiát, vagy magáévá teszi a hatalmat. Ranrok végül megtalálja Isidora helyiségét, és magába szívja az ősi hatalmat, sárkánnyá változva. Fig súlyosan megsérül, és a főszereplő megküzd a sárkánnyal, befejezve a kobold lázadást Ranrok elpusztításával, miközben végrehajtja azt a választást, amit korábban tett. Bármelyik választás történik is, Fig meghal, és Black igazgató és Weasley professzor megemlékezést tartanak tiszteletére. A főszereplő visszatér, hogy befejezze a szokásos iskolai tanulmányokat, mivel az iskolai év vége közeledik, és jönnek az O.W.L(RBF-magyarul). vizsgák. Emellett továbbra is felfedezi a kastély körüli területeket, és kalandokba vág bele Sebastian Sallow, Poppy Sweeting és Natsai Onai társaságában, ha még nem fejezte be őket. Az út végén Weasley professzor 100 házpontot ad a főszereplőnek az elképesztő kalandért, ami végül a házuk győzelméhez vezet a ház kupa versenyében.
|  | Itt a vége a cselekmény részletezésének! |

## Fejlesztés
A Hogwarts Legacy-t az Avalanche Software fejlesztette, amelyet a Warner Bros. Interactive Entertainment szerzett meg a Disney-től 2017 januárjában. Ugyanebben az évben a Warner Bros. létrehozott egy új kiadói céget, a Portkey Games-t, amely a Wizarding World licenc kezelésére volt hivatott. A Hogwarts Legacy volt az Avalanche első projektje, amely nem kapcsolódott a Disney Interactive Studios-hoz és annak termékeihez 2005 óta. Az játékot az Unreal Engine 4 felhasználásával fejlesztették. J.K. Rowling, a Harry Potter sorozat szerzője, nem vett részt közvetlenül a játék fejlesztésében. Azonban a Warner Bros. elismerte, hogy Rowling irodalmi művei képezték az alapot az összes, a Wizarding Worldhöz kapcsolódó projekt számára. A teljes költségvetést 150 millió dollárra becsülték. A vezető író, Moira Squier kijelentette, hogy a történetet szándékosan olyan időszakba helyezték, amikor a Wizarding World franchise már ismert karakterei nem éltek, lehetővé téve, hogy a játékos saját, egyedi világot tapasztaljon meg, olyan környezetben, amely hasonlít a Harry Potter és a Legendás Állatok korszakaihoz. Az írói csapat arra összpontosított, hogy "változatos gyűjteményt" hozzon létre a karakterekből, amelyekkel a játékosok pozitív módon azonosulhatnak.

## Fogadtatás
| Összegzőoldal | Értékelés |
| ------------- | --------- |
| Metacritic    | 84/100    |

| Szerző        | Értékelés |
| ------------- | --------- |
| Destructoid   | 7/10      |
| Eurogamer     | 8/10      |
| Famicú        | 37/40     |
| Game Informer | 9/10      |
| GameSpot      | 6/10      |
| GamesRadar+   | 3,5/5     |
| IGN           | 9/10      |
| PC Gamer (US) | 83/100    |
| PCGamesN      | 7/10      |
| Push Square   | 8/10      |
| The Guardian  | 3/5       |

A Metacritic értékelése szerint a Hogwarts Legacy "általánosan kedvező" kritikákat kapott.
Az OpenCritic szerint a 158 kritikusból 89%-a ajánlja a Hogwarts Legacy-t.
A GamesRadar+ dicsérte a világot, ami hű maradt a meglévő Wizarding World lore-hoz.
A Destructoid értékelte az összképet és a pozitív szinergiát a univerzummal.
A PC Gamer dicsérte a Hogwarts Legacy egyszerű, mégis koherens rendszereit, mint például a varázslós párbajokat és a személyre szabott Igazgatói Szobát.
A GameSpot úgy jellemezte a harcot és a varázslatokat, mint amelyek jelentős kontrollérzetet adnak a játékosnak, bár kritizálták a varázslatválasztó irányítást és a jellegtelen ellenségtervezést.

## Díjak, elismerések
| Év   | Díj                           | Kategória                                    | Eredmények            |
| ---- | ----------------------------- | -------------------------------------------- | --------------------- |
| 2022 | The Game Awards               | Legjobban várt játék                         | Jelölve               |
| 2022 | Golden Joystick Awards        | Legjobban várt játék                         | Jelölve               |
| 2023 | Golden Trailer Awards         | Legjobb játéktrailer                         | Elnyerte              |
| 2023 | Japan Game Awards             | Kiválósági díj                               | Elnyerte              |
| 2024 | D.I.C.E. Awards               | Kiemelkedő művészeti rendezés                | Jelölve               |
| 2024 | D.I.C.E. Awards               | Kiemelkedő technikai teljesítmény            | Jelölve               |
| 2024 | Annie Awards                  | Kiemelkedő karakter animációk                | Jelölve               |
| 2024 | Game Developers Choice Awards | Legjobb hang                                 | Tiszteletbeli említés |
| 2024 | British Academy Games Awards  | Legjobb animáció                             | Jelölve               |
| 2024 | British Academy Games Awards  | Legjobb családi játék                        | Jelölve               |
| 2024 | British Academy Games Awards  | Legjobb művészeti teljesítmény               | Hosszúlistás          |
| 2024 | British Academy Games Awards  | Legjobb hang                                 | Hosszúlistás          |
| 2024 | British Academy Games Awards  | Legjobb játék                                | Hosszúlistás          |
| 2024 | British Academy Games Awards  | Legjobb dizájn                               | Hosszúlistás          |
| 2024 | British Academy Games Awards  | Legjobb zene                                 | Hosszúlistás          |
| 2024 | British Academy Games Awards  | Legjobb történet                             | Hosszúlistás          |
| 2024 | British Academy Games Awards  | Legjobb technikai teljesítmény               | Hosszúlistás          |
| 2024 | BMI Film & TV Awards          | BMI Videójáték díj                           | Elnyerte              |
| 2024 | Grammy-díj                    | Legjobb videójáték- és interakítv média-zene | Jelölve               |
| 2024 | The Steam Awards              | A legjobb játék Steam Decken                 | Elnyerte              |
| 2024 | The Steam Awards              | Az év játéka                                 | Jelölve               |

## Fordítás
Ez a szócikk részben vagy egészben  a   Hogwarts Legacy című angol Wikipédia-szócikk ezen változatának fordításán alapul.  Az eredeti cikk szerkesztőit annak laptörténete sorolja fel. Ez a jelzés csupán a megfogalmazás eredetét és a szerzői jogokat jelzi, nem szolgál a cikkben szereplő információk forrásmegjelöléseként.